# Edward Chaytor
Sir Edward Walter Clervaux Chaytor ( Motueka, Ilha do Sul, Nova Zelândia, 21 de junho de 1868 — Londres, 15 de junho de 1939) foi um agricultor e comandante militar de tropas neozelandesas na Segunda Guerra dos Bôeres e na Primeira Guerra Mundial, durante a qual foi o oficial neozelandês de mais alta patente no Teatro do Médio Oriente. Foi promovido a major-general em abril de 1917 e comandou o Exército da Nova Zelândia entre 1919 e 1924.

## Biografia
Nascido em Motueka, na ilha do Sul da Nova Zelândia, Edward Chaytor era filho de John Clervaux Chaytor e da sua esposa Emma. O seu bisavô paterno era Sir William Chaytor, um empresário e político inglês. Frequentou o Colégio Nelson, na cidade neozelandesa de Nelson, entre 1880 e 1884. e depois foi criador de ovelhas em Spring Creek, perto de Blenheim. Em 1886 alistou-se no Hussardos de Marlborough (mais tarde chamados Marlborough Mounted Rifle Volunteers), onde chegou a capitão.
Em outubro de 1898 casou em com Spring Creek, Louisa Jane Hiley, então viúva. O casal teve três filhos. No início de 1900 Chaytor embarcou para a África do Sul, onde combateu na Segunda Guerra dos Bôeres, primeiro no Terceiro Contingente da Nova Zelândia e depois, já como  tenente-coronel, no Oitavo Contingente. Depois da guerra tornou-se um oficial profissional do Exército da Nova Zelândia. Na Primeira Guerra Mundial fez parte da Força Expedicionária da Nova Zelândia no Egito, Palestina e em Galípoli. No final de 1915 foi-lhe dado o comando da Brigada Mounted Rifles da Nova Zelândia, uma das unidades da Coluna do Deserto da Força Expedicionária Egípcia na Campanha do Sinai e Palestina e rapidamente foi promovido a brigadeiro.
Em 1916, antes da Batalha de Romani, no Canal de Suez, fez pessoalmente o reconhecimento da posição otomana a bordo de um avião. Foi condecorado como Companheiro da Ordem de São Miguel e São Jorge em fevereiro de 1917. Nesse ano assumiu o comando da Divisão Montada ANZAC e foi promovido a major-general. Quando participava no ataque da Batalha de Rafa (9 de janeiro de 1917), ignorou as ordens de Philip Chetwode, comandante da Coluna do Deserto, para retirar do ataque e em vez disso capturou a principal posição defensiva da cidade. Em 13 de agosto de 1918 foi criada uma unidade temporária, em grande parte constituída pela Divisão Montada ANZAC, que foi chamada Força de Chaytor. Esta unidade, comandada por Edward Chaytor, teve um papel fulcral nas diversas operações vitoriosas da Batalha de Megido, e nas que se seguiram, nomeadamente no terceiro ataque transjordano, durante o qual as tropas de Chaytor capturaram Amã e milhares de prisioneiros, no corte das linhas de retirada otomano-alemãs, na sua perseguição até Damasco.
Após a guerra, Chaytor foi nomeado comandante do Exército da Nova Zelândia. Neste posto, supervisionou uma reorganização importante da Força Territorial. Durante a visita do Príncipe de Gales Eduardo à Austrália e à Nova Zelândia em 1920, foi nomeado Cavaleiro Comandante da Real Ordem Vitoriana. Retirou-se do exército em 1924 e viveu em Londres até à sua morte em 1939.